# Skalholtsboken
Skalholtsboken (isländska: Skálholtsbók) kallas med en gemensam beteckning flera olika handskriftssamlingar som härstammar från domkyrkobiblioteket i Skalholt. På 1600-talet kom dessa böcker att införlivas med den Arnamagneanska samlingen i Köpenhamn, men har nu återlämnats till Island.

## SkálholtsbókAM 557 4to
Skalholtsboken AM 557 är den mest kända av dessa Skalholtsböcker, eftersom den innehåller den fulla texten till Erik rödes saga. Boken, som är på skinn och har daterats till omkring 1420, består numera av endast 48 blad, men var från början ungefär dubbelt så stor. Av bokens tolv sagor och þættir, huvudsakligen islänningasagor och riddarsagor, har endast fyra bevarats i sin helhet, nämligen Eiríks saga rauða, Rǫgnvalds þáttr ok Rauðs, Stúfs saga samt Karls þáttr vesæla. Övriga (stympade) sagor i boken är: Valdimars saga, Gunnlaugs saga ormstungu, Hallfreðar saga vandræðarskáld, Hrafns saga Sveinbjarnarsonar, Dámusta saga, Hróa þáttr heimska, Eiríks saga víðfǫrla och Sveinka þáttr.
Av handstilen att döma har hela boken förfärdigats av samme skrivare, vilken kunnat identifieras som Ólafr Loptsson (död 1458), som var son till Lopt Guttormsson den rike. Det finns nämligen några signerade brev från perioden 1420–49, skrivna av denne Ólafr vars handstil därmed är känd.

## Skálholtsbók eldriAM 351 fol
Den äldre Skalholtsboken (Skálholtsbók eldri), med beteckningen AM 351 fol, består av 133 blad. Ungefär halva boken utgörs av Jónsbók, vilket var den lag som med små förändringar gällde på Island från 1281 till 1662, och som ursprungligen sammanställdes av lagmannen Jón Einarsson. Resten av handskriften innehåller olika lagtexter; den kanoniska rätten från 1200-talets början, biskop Árni Þorlákssons kyrkolag från 1275, biskop Gissurs tiondelag från 1097, samt diverse biskopsdekret. Texterna är av olika händer och från skilda tider, men boken tycks ha blivit färdigställd under senare delen av 1400-talet.

## Skálholtsbók yngriAM 354 fol
Den yngre Skalholtsboken (Skálholtsbók yngri), AM 354 fol, består av 139 blad. Också denna bok är en lagsamling. Merparten av boken upptas av Jónsbók med interpolationer; därutöver finns biskop Árnis kyrkolag samt diverse påvliga dekret och dekret från olika ärkebiskopar och biskopar i Skalholt. Boken har troligen färdigställts omkring år 1396, eftersom den inte innehåller något nyare material än biskop Vilchins dekret från detta år. (Dock har senare skrivare gjort tillägg på lediga utrymmen i boken.)

## Skálholtsbók yngstaAM 81a fol
Den yngsta Skalholtsboken (Skálholtsbók yngsta), AM 81a fol, har troligen präntats under perioden 1450–75 och innehåller Sverris saga, Bǫglunga sǫgur samt Hákonar saga Hákonarsonar (Håkon Håkonssons saga).